# Ямакова, Наиля Равильевна
Наиля́ Рави́льевна Ямако́ва (род. 13 июня 1982, Ленинград) — российская поэтесса, журналист.

## Биография
Окончила факультет журналистики Санкт-Петербургского государственного университета. До июня 2012 года работала редактором в издательстве «Геликон Плюс». С июня 2012 года проживает в Израиле.
Стихи публиковались в журналах «Арион», «Нева», «День и ночь», «Интерпоэзия», «Зинзивер», альманахах и антологиях «Вавилон», «Пиитер», «Друзья рыбака», «Братская колыбель», «Стихи в Петербурге. 21 век», электронных журналах «РЕЦ», «Русский переплёт». Входила в литературное объединение «Пиитер», была редактором его сайта.
В 2004 году вошла в лонг-лист премии «Дебют» в номинации «поэзия», в 2005 и 2006 годах — в шорт-лист в той же номинации.
Стихи Ямаковой были включены в программу «Современная поэзия в Московском Художественном театре» из цикла «Круг чтения» (2012), проходящую на Малой сцене МХТ им. Чехова.

## Критическая оценка
По мнению поэтессы Светланы Бодруновой,

…<…>…в молодой поэзии Петербурга сегодня три самых звонких имени, и все девичьи. Случай пушкинский, классический. В порядке убывания возраста: Дарья Суховей, Наиля Ямакова, Алла Горбунова.
В поэтике всех трех девушек прослеживаются самые разнообразные веяния и традиции; вместе их тексты — едва ли не энциклопедия петербургского стиха. И при этом ни одна из девушек тесно не связана ни с одним поэтическим «кругом» (не вышла из него и не ассоциирует себя с ним), хотя все они с поэтическими кругами так или иначе соприкасаются. Выбор их в лидеры — далеко не только моя прихоть: все трое признаны литературным сообществом и читателями, печатаются в престижных антологиях («Девять измерений», «Братская колыбель», «Стихи в Петербурге. 21 век»), литературных журналах и альманахах в России и за рубежом, выступают на персональных вечерах — и собирают широкую и разнообразную аудиторию.

 Известный литературный критик Александр Кобзанцев после прочтения сборника стихотворений Ямаковой перестал читать.

## Книги
- Приручение. — СПб.: Геликон плюс, 2006. — 116 с. — ISBN 978-5-93682-324-4[4]
- Держи в руках: Стихотворения. — СПб.: Геликон Плюс, 2009. — 142 с. — 500 экз. — ISBN 978-5-93682-513-2
- 15:30. — СПб.: Геликон Плюс, 2012. — 328 с.